# Villon (Robert Louis Stevenson)

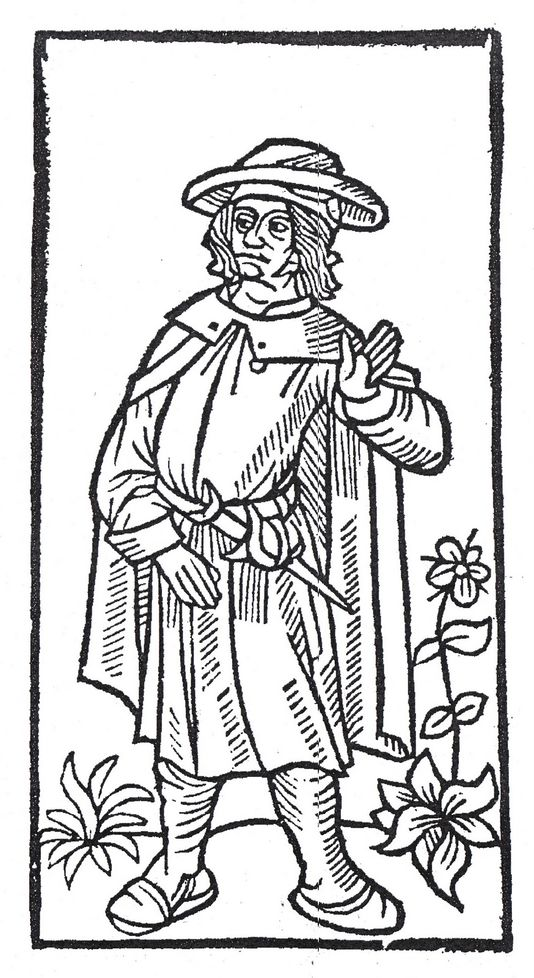
François Villon
(Illustration von Pierre Levet im
Grand Testament, erschienen 1489)

Villon (engl. A Lodging for the Night) ist eine Erzählung des schottischen Schriftstellers Robert Louis Stevenson. Die Episode aus dem Leben des Dichters François Villon wurde 1877 als erster Prosatext des Autors in dem britischen Literaturmagazin Temple Bar publiziert und 1882 in die Kurzgeschichtensammlung New Arabian Nights aufgenommen.
Villon, inmitten von Pariser Ganoven, Gaunern, Dieben und Mördern lebend, hält sich zwar auch für einen „schwarzen Schurken“, lässt sich jedoch nicht unterkriegen.

## Inhalt
Das verschneite Paris im November 1456: In einem kleinen Haus nahe der Kirche Saint-Jean dichtet Villon an der „Ballade vom Bratfisch“. Seine Kumpane Montigny und Thevenin Pensete vergnügen sich beim Glücksspiel. Montigny verliert und ersticht Thevenin. Der Täter verteilt das Geld des Toten an die anderen im Hause herumlungernden Gauner. Bevor diese das Haus aus Furcht vor dem Galgen in Montfaucon verlassen, stehlen sie Villon den Geldbeutel.
Villon, auf der Suche nach einer Herberge für die Nacht, geht in ein halb zerfallenes Haus und tritt im Dunkeln auf eine tote Hure. In solcher Gesellschaft will Villon um keinen Preis bleiben. Bei seinem Adoptivvater, dem Kaplan von Saint-Benoît, klopft er vergeblich winselnd an. Mitleid kann Villon auch von anderen Leuten, zum Beispiel von alten Freunden, kaum erwarten. Er hat sie verunglimpft, betrogen und geschlagen. Die gute Mutter wäre die Rettung gewesen. Wenn er nur wüsste, wo sie wohnt.
Ein Haus hat er noch. Dort wird ihm aufgetan werden. Irrtum. Auf sein Klopfen hin durchnässt ein Eimer voll Spülwasser die Beinkleider. Die gefrierenden Kleider werden ihn umbringen, so fürchtet Villon. Er muss in das nächste geeignete Haus eines Reichen einbrechen. Nein, er klopft an und zum Glück wird ihm aufgetan. Der Hausherr – das ist kein Geringerer als Engelram von Feuillée, Herr von Brisetout, Amtmann des Patatrac – erkennt den nächtlichen Ruhestörer als Dieb und bewirtet ihn dennoch. Villon darf zwar die Beinkleider am Kamin trocknen und dabei dem Wein zusprechen, muss sich allerdings die Moralpredigt des Herrn Grafen anhören. Als Villon das Gerede vom Kampfe des Soldaten auf dem Feld der Ehre zu bunt wird, widerspricht er dem altgedienten Ritter. Soldaten – so Villon – seien schlimmer als ein einzelner Pariser Dieb. Dabei bleibt er. Über dem Streitgespräch vergeht die Nacht. Villon bedankt sich für den Hammelbraten. Der Graf entlässt seinen Gast in die Morgenkälte.

## Rezeption
- J. Kelman wirft dem Verfasser „überraschenden und oft ganz unnötigen Aufwand an Mord und Blutvergießen“[9] vor.
- Not hat Villon zum Dieb und Vagabunden gemacht.[10] Der Dichter geht als Sieger in dem Streitgespräch mit dem Grafen von Brisetout hervor.[11]
- In seinem Erstling legt Stevenson auf die Beschreibung von Gebärden und Gesichtern Wert[12]. Die Ermordung Thevenin Pensetes zu Textbeginn lenke die Handlung in eine bestimmte Richtung.[13] Dölvers schreibt treffend, Stevensons „Villon ist eine einsame Gestalt, von der Gesellschaft ausgestoßen und charakterlich angelehnt auf ein impulsives, triebbestimmtes Leben“[14].
- Reinbold betrachtet die frühe Arbeit als „Stilübung“[15], bemerkt autobiographische Züge und behauptet, Stevenson habe Villon als „Karikatur seiner selbst“[16] angelegt.

## Mediale Adaptionen
Film
- 13. Mai 1953, USA: A Lodging for the Night von Bernard Knowles mit Douglas Fairbanks junior als Villon und Felix Aylmer als Brisetout.
- 1953, USA: Lodging for a Night mit Adolphe Menjou.
- 7. Mai 1990, Polen: Nocny gość[17] von Stanisław Różewicz[18] mit Jacek Mikołajczak[19] als Villon.

Hörbuch
- Robert Louis Stevenson: Quartier für eine Nacht. Verlag HöRbuch, Marburg 2004. CD Deutsch. Regie: Hans Eckardt. Übersetzer: Alastair.  Sprecher: Ulrich Ritter. ISBN 978-3-89614-318-1

## Deutschsprachige Literatur

### Ausgaben
- Robert Louis Stevenson: Villon. Erzählung. Mit Holzschnitten von Werner Klemke. Nachwort: Georg Seehase. Insel-Verlag Anton Kippenberg, Leipzig 1965 (5. Aufl., Insel-Bücherei Nr. 234). 63 Seiten
- Robert Louis Stevenson: Villon. S. 132–159. (Übersetzer: Irma und Albrecht Schäfer) in Robert Louis Stevenson: Der weite Horizont. Erzählungen (Die Landfremde. Die tollen Männer. Der Leichenräuber. Villon. Die Vorsehung und die Gitarre. Die Geschichte einer Lüge. Der Schatz von Franchard.  Der Strand von Falesa. Die Insel der Stimmen. Der Flaschenteufel). Dieterich’sche Verlagsbuchhandlung, Leipzig 1987 (6. Aufl.), ISBN 3-7350-0026-6[A 3]
- Robert Louis Stevenson: Quartier für die Nacht. Will von der Mühle. Salzwasser Verlag, Paderborn 2012, ISBN 978-3-8460-0308-4, 76 Seiten

### Sekundärliteratur
- Horst Dölvers: Der Erzähler Robert Louis Stevenson. Interpretationen. Francke Verlag, Bern 1969, ohne ISBN. 200 Seiten
- Michael Reinbold: Robert Louis Stevenson. Rowohlt, Reinbek 1995, ISBN 3-499-50488-X.